# エヴェリーナ・ハンスカ
エヴェリーナ・ハンスカ（ポーランド語: Ewelina Hańska, 1801年1月6日 - 1882年4月10日）は、ポーランドの貴族女性。フランスの小説家オノレ・ド・バルザックの妻として知られる。

## 生涯
エヴェリーナはポーランドの名門貴族ジェヴスキ家の出身で、曾祖父はヘトマンのヴァツワフ・ピョトル・ジェヴスキである。またエヴェリーナの兄ヘンリク・ジェヴスキ伯爵は著名なジャーナリスト、小説家であった。エヴェリーナは20歳以上年上のヴァツワフ・ハンスキ伯爵と結婚し、夫とのあいだに一人娘アンナをもうけ、田舎の地主貴族の妻としての生活を送っていた。
バルザックとエヴェリーナは1833年に出会って以来、定期的に文通を交わしていた。1841年にハンスキ伯爵が死んだ後、1843年バルザックは伯爵夫人エヴェリーナに逢うためサンクトペテルブルクに赴いた。2人はドイツ、ベルギー、イタリアなどへ何度か旅行をしている。1846年、エヴェリーナはバルザックの子供を死産している。1847年に2人はウクライナへ旅行し、バルザックは1848年にパリへ戻った。翌年にバルザックは再びエヴェリーナの待つウクライナを訪れ、1850年3月14日に2人は結婚した。バルザックはその5か月後の8月18日にパリで死んだ。